# Rywałdzik
Rywałdzik – wieś w Polsce położona w województwie warmińsko-mazurskim, w powiecie nowomiejskim, w gminie Biskupiec.
| SIMC    | Nazwa           | Rodzaj                          |
| ------- | --------------- | ------------------------------- |
| 1044146 | Głodowo         | część wsi (zniesiona w 2023 r.) |
| 1044175 | Mirakowo        | część wsi                       |
| 1044198 | Mnich           | część wsi                       |
| 0840409 | Rywałdzik Górny | część wsi                       |

Na przełomie XVI i XVII wieku należał do dóbr stołowych biskupów chełmińskich. 
W latach 1975–1998 miejscowość administracyjnie należała do województwa toruńskiego.